# Хронологія світових рекордів з шосейної спортивної ходьби на 20 кілометрів серед жінок
Світові рекорди зі спортивної ходьби на 20 кілометрів визнаються Світовою легкою атлетикою з-поміж результатів, показаних легкоатлетками на шосейних трасах просто неба, за умови дотримання встановлених вимог.
Перший офіційно визнаний світовий рекорд зі спортивної ходьби на 20 кілометрів був показаний у 2001.

## Хронологія рекордів
| Час                                  | Атлетка           | Місто      | Дата       | Примітки    |
| ------------------------------------ | ----------------- | ---------- | ---------- | ----------- |
| 1:26.22                              | Ян Вань           | Гуанчжоу   | 19.02.2001 |             |
| 1:26.22                              | Олена Ніколаєва   | Чебоксари  | 18.05.2003 |             |
| 1:25.41                              | Олімпіада Іванова | Гельсінкі  | 07.08.2005 | [ 1 ]       |
| 1:25.08                              | Віра Соколова     | Сочі       | 26.02.2011 | [ 2 ]       |
| 1:25.02                              | Олена Лашманова   | Лондон     | 11.08.2012 | [ 3 ]       |
| 1:24.38                              | Лю Хун            | Ла-Корунья | 06.06.2015 | [ 4 ]       |
| 1:23.49                              | Ян Цзяюй          | Хуаншань   | 20.03.2021 | [ 5 ] [ 6 ] |
| 4 роки, 5 днів від дати встановлення |                   |            |            |             |